# Enzo Guibbert

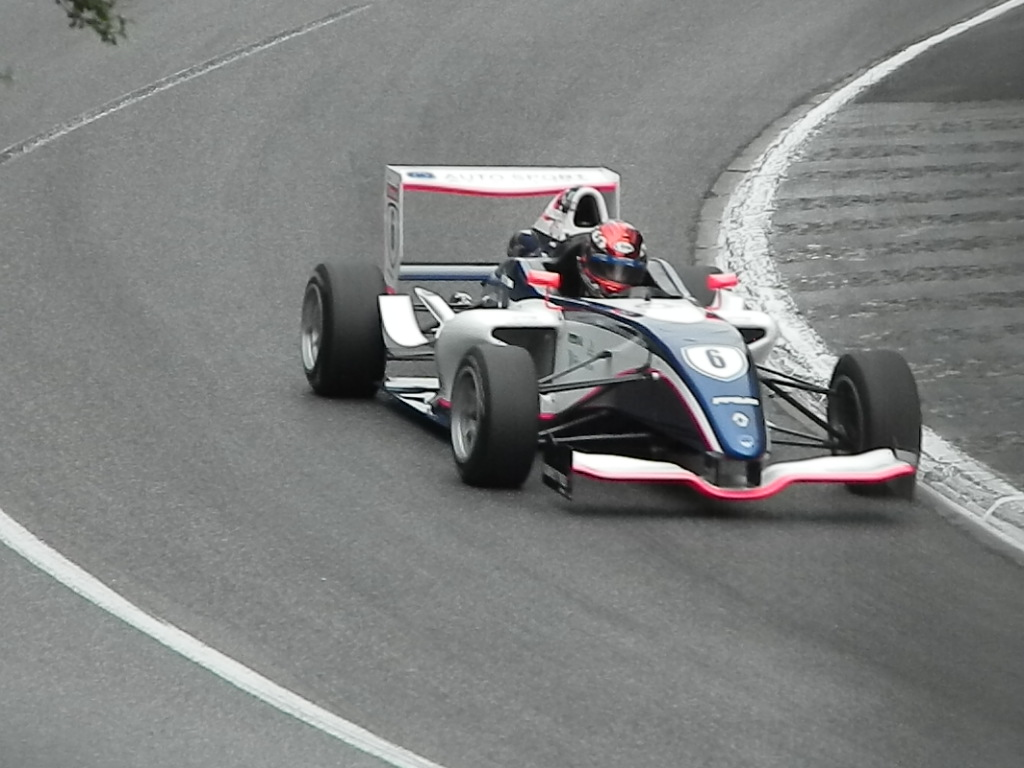
Enzo Guibbert beim Rennen der französischen Formel-4-Meisterschaft 2012 in Pau

Enzo Guibbert (* 16. Juni 1995 in Béziers) ist ein französischer Autorennfahrer.

## Karriere als Rennfahrer
Enzo Guibberts Karriereweg entsprach dem vieler junger Rennfahrer der 2010er-Jahre. Über den Kartsport, in dem er bereits als Elfjähriger aktiv war und einige Meisterschaften gewann, kam er 2012 zu einem Engagement in einer Monoposto-Nachwuchsserie. Der vierte Endrang in der französischen Formel-4-Meisterschaft 2012 reichte ob der großen Konkurrenz unter den jungen Fahrern nicht aus, um die Einsitzer-Karriere fortsetzen zu können.
Guibbert wechselte in den GT-Sport und startete erst in der französischen GT-Meisterschaft und ab 2016 in der LMP3-Klasse der European Le Mans Series. Dazu kamen ab 2017 unter anderem Einsätze in der FIA-Langstrecken-Weltmeisterschaft und der IMSA WeatherTech SportsCar Championship. Zweimal startete er beim 24-Stunden-Rennen von Le Mans, wo er 2017 auf Platz 43 der Gesamtwertung ins Ziel kam.

## Statistik

### Le-Mans-Ergebnisse
| Jahr | Team           | Fahrzeug | Teamkollege    | Teamkollege   | Platzierung | Ausfallgrund |
| ---- | -------------- | -------- | -------------- | ------------- | ----------- | ------------ |
| 2017 | Graff          | Oreca 07 | Éric Trouillet | James Winslow | Rang 43     |              |
| 2018 | G-Drive Racing | Oreca 07 | José Gutiérrez | James Allen   | Ausfall     | Unfall       |